# Свазі
Свази (ама-свазі, ама-нгвані) — народ загальною чисельністю 3,5 млн осіб.
Основні країни розселення: Свазіленд, Південно-Африканська Республіка. Живуть також в Мозамбіку — близько 10 тис. чоловік. Мова — сваті (сісваті) належить до мов банту. Релігійна приналежність віруючих: християнство, частина — прихильники традиційних вірувань.